# Positionshadithen

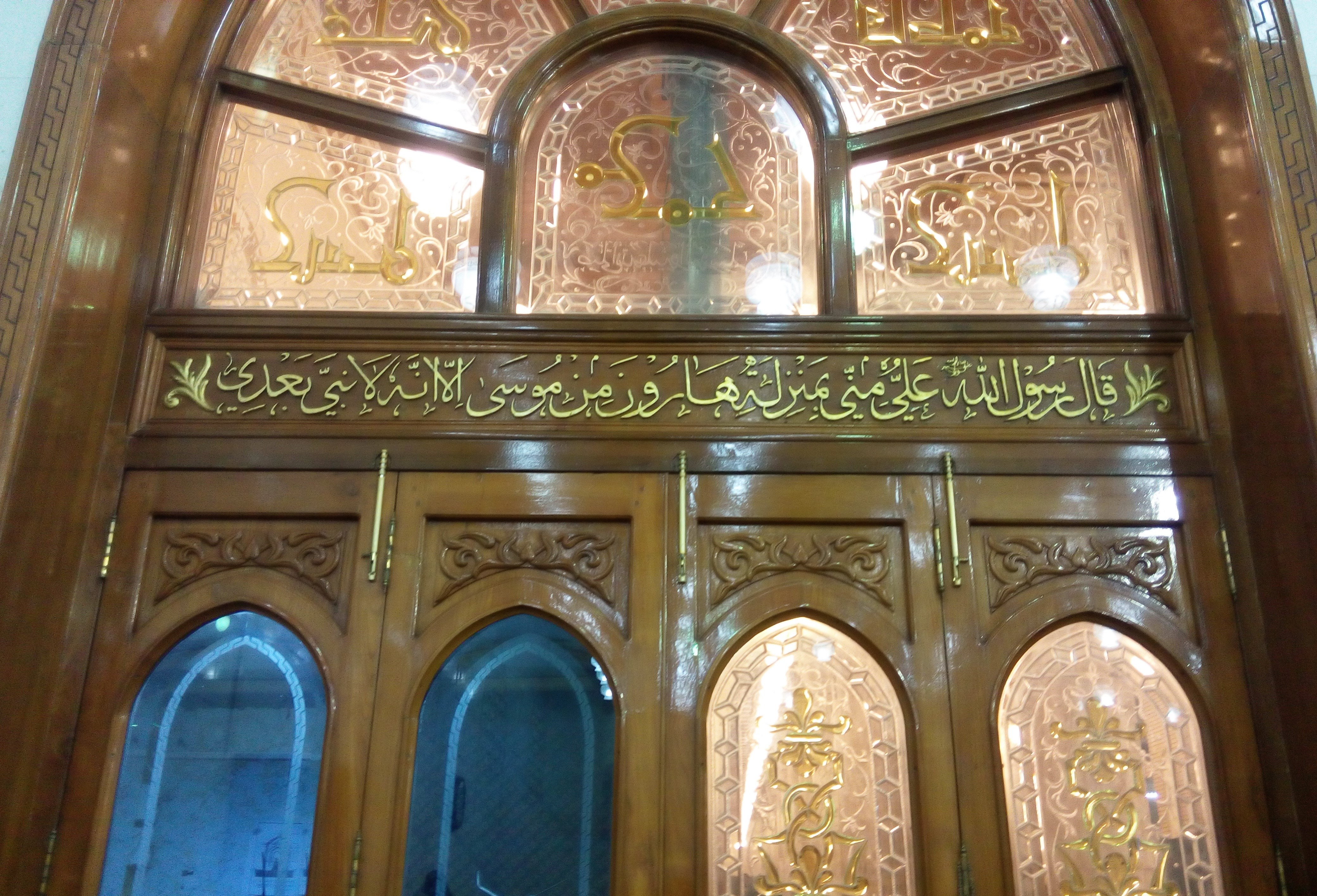
Positionshadithen skriven ovanför en dörr i Kufas moské.

Positionshadithen (arabiska: حديث المنزلة, Hadith al-Manzilah) är en autentisk hadith bland islamiska traditioner, i vilken den islamiske profeten Muhammed drar en liknelse mellan honom själv och Mose, och Ali och Aron. Den är en av de primära hadither som shiamuslimerna använder för att berättiga Alis rätt till att efterträda Muhammed. Men sunnimuslimer tolkar den dock annorlunda och anser inte att Ali är den första kalifen då de säger att Aron inte efterträdde Moses.
Relaterad till denna bibliska analogi sägs det att Muhammed namngav sina två barnbarn, det vill säga Alis två söner, efter Arons två söner. Mer specifikt namngav han Hasan och Husayn efter Shabbar och Shabbir. Denna koppling är tydligen välkänd idag i Sydasien och i persisk och urdulitteratur.

## Hadithen
Muhammed återberättas att ha sagt till Ali: "Du är för mig i den position som Aron var till Moses, förutom att det inte kommer att finnas någon profet efter mig."

## Aron och Mose i Koranen
Bernströms översättning av vers 142 i kapitlet Al-A'raf: "OCH VI kallade Moses till Oss [efter] trettio nätter [på Sinai berg] och lade till tio, så att tiden som hans Herre mätte ut blev fulla fyrtio nätter. Och Moses sade till sin broder Aron: "Bli min ställföreträdare hos mitt folk, ställ allt till rätta och gå inte samma väg som de som vill sprida oordning och fördärv [på jorden].""
Ovanstående på arabiska i Koranen: وَوَاعَدْنَا مُوسَىٰ ثَلَاثِينَ لَيْلَةً وَأَتْمَمْنَاهَا بِعَشْرٍ فَتَمَّ مِيقَاتُ رَبِّهِ أَرْبَعِينَ لَيْلَةً ۚ وَقَالَ مُوسَىٰ لِأَخِيهِ هَارُونَ اخْلُفْنِي فِي قَوْمِي وَأَصْلِحْ وَلَا تَتَّبِعْ سَبِيلَ الْمُفْسِدِينَ
Ovanstående translittererat: WawaAAadna moosathalatheena laylatan waatmamnaha biAAashrin fatamma meeqatu rabbihi arbaAAeena laylatan waqala moosa liakheehi haroona okhlufnee fee qawmee waaslih wala tattabiAA sabeela almufsideena
Det arabiska ordet اخْلُفْنِي translittererat okhlufnee betyder ordagrant "ta min plats".

### Källhänvisningar
1. ↑  ”Wayback Machine”. web.archive.org. 17 maj 2008. Arkiverad från originalet den 17 maj 2008. https://archive.is/20080517092520/http://www.ahlelbayt.com/articles/hadith/manzilah. Läst 15 april 2019.
2. 1 2  Abbas 2021, s. 57.
3. ↑  Hyder 2008, s. 79.
4. ↑  ”Hadith - Chapters on Virtues - Jami` at-Tirmidhi - Sunnah.com - Sayings and Teachings of Prophet Muhammad (صلى الله عليه و سلم)”. sunnah.com. https://sunnah.com/urn/636090. Läst 15 april 2019.
5. ↑  ”Tanzil - Quran Navigator | القرآن الكريم”. tanzil.net. http://tanzil.net/#trans/sv.bernstrom/7:142. Läst 15 april 2019.
6. ↑  ”Tanzil - Quran Navigator | القرآن الكريم”. tanzil.net. http://tanzil.net/#7:142. Läst 15 april 2019.
7. ↑  ”Tanzil - Quran Navigator | القرآن الكريم”. tanzil.net. http://tanzil.net/#trans/en.transliteration/7:142. Läst 15 april 2019.
8. ↑  Team, Almaany. ”Translation and Meaning of اخلف In English, English Arabic Dictionary of terms Page 1” (på engelska). www.almaany.com. https://www.almaany.com/en/dict/ar-en/%D8%A7%D8%AE%D9%84%D9%81/. Läst 15 april 2019.